# Agrostis hookeriana
Agrostis hookeriana är en gräsart som beskrevs av Charles Baron Clarke och Joseph Dalton Hooker. Agrostis hookeriana ingår i släktet ven, och familjen gräs. Inga underarter finns listade i Catalogue of Life.